# Chebsaurus algeriensis
Chebsaurus algeriensis ("ještěr - mladík") byl druh sauropodního dinosaura z kladu Eusauropoda. Žil v období střední jury (geologický stupeň kelloway), asi před 166 až 163 miliony let, na území dnešního Alžírska.

## Objev a popis
Zkameněliny tohoto dinosaura byly objeveny roku 1991 v sedimentech souvrství Aïssa na území alžírského pohoří Atlas (oblast známá jako pohoří Ksour). Formálně byl popsán v prosinci roku 2005. Protože se jedná o fosilie mláděte, dostal jméno Chebsaurus (slovo "Cheb" znamená v arabštině "mladý muž/mladík"). Původně byl objev této nejkompletnější fosilie sauropoda z Alžírska znám jako "obr z Ksouru". Byla objevena také druhá fosilie patřící zřejmě tomuto sauropodovi, opět se jedná o juvenilního (nedospělého) jedince. Délka nedospělého exempláře činila asi 9 metrů. Velikost dospělého jedince zatím nedokážeme s větší přesností odhadnout.